# Barbara Göler von Ravensburg

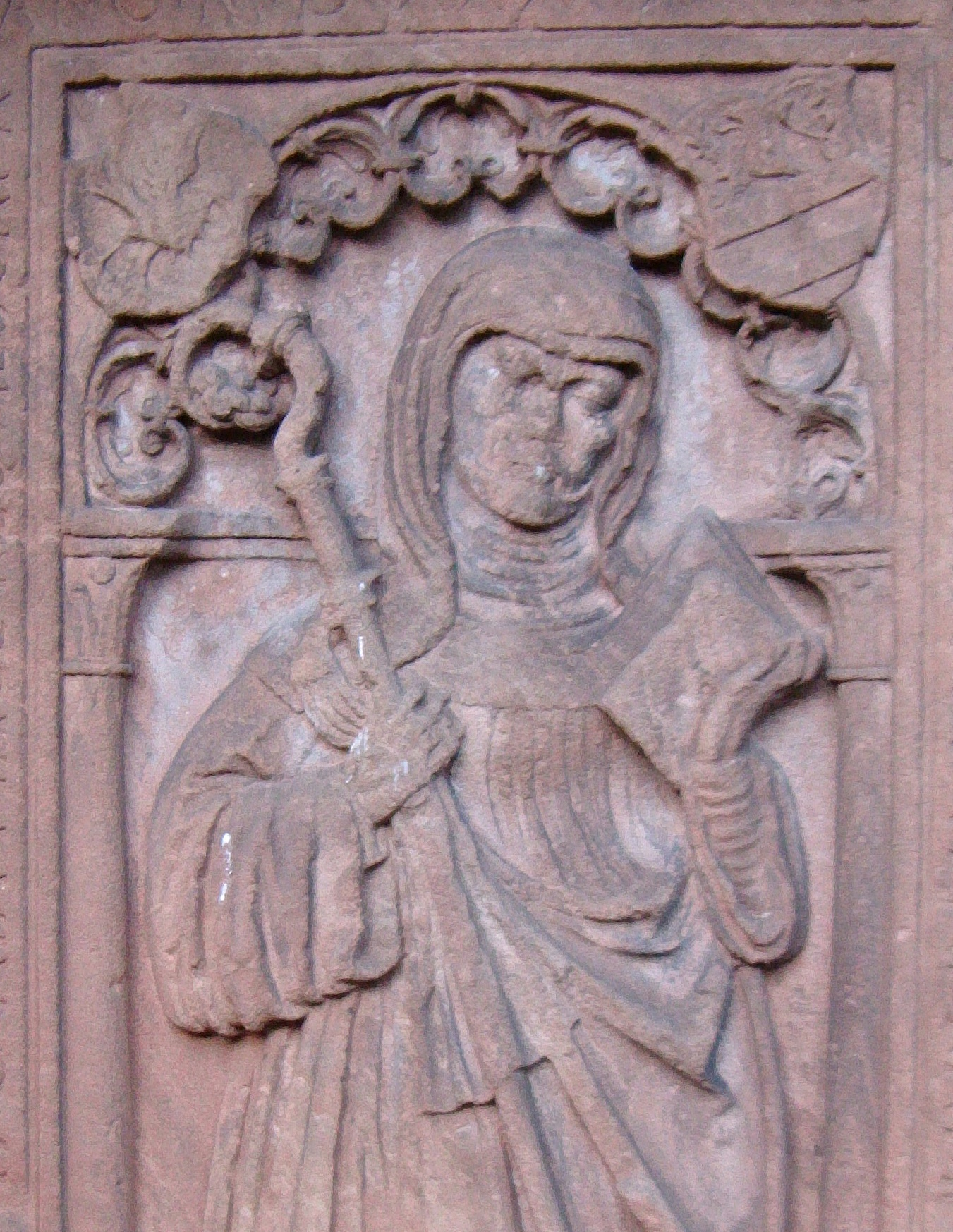
Äbtissin Barbara Göler von Ravensburg, Detail von ihrer Grabplatte im Kloster Rosenthal

Barbara Göler von Ravensburg († 16. März 1535 in Kerzenheim, Rosenthalerhof) war eine Adelige aus dem Geschlecht der Göler von Ravensburg und Äbtissin des Zisterzienserinnenklosters Rosenthal (Pfalz).

## Abstammung und Familie
Sie wurde geboren als Tochter des kurpfälzischen Vogtes in Bretten, Georg I. Göler von Ravensburg (1440–1502), sowie dessen Gattin Anna geb. Kalb von Reinheim. Barbara hatte noch vier Brüder und drei Schwestern. Die Brüder Wolff II. (1460–1527), David (1463–1539) und Georg II. (1465–1558) wählten den geistlichen Stand. Die Schwester Scholastika (1466–1533) wurde Äbtissin des Klosters Frauenalb. Der weltliche Bruder Bernhard I. Göler von Ravensburg (1480–1554) wirkte zwar als Berater des Speyerer Bischofs Georg von der Pfalz, schloss sich jedoch später der Reformation an. Der Großvater Martin Göler von Ravensburg war ursprünglich Domherr in Speyer, wurde aber als letzter männlicher Spross seiner Familie durch Papst Eugen IV. vom geistlichen Amt entbunden.

## Leben und Wirken

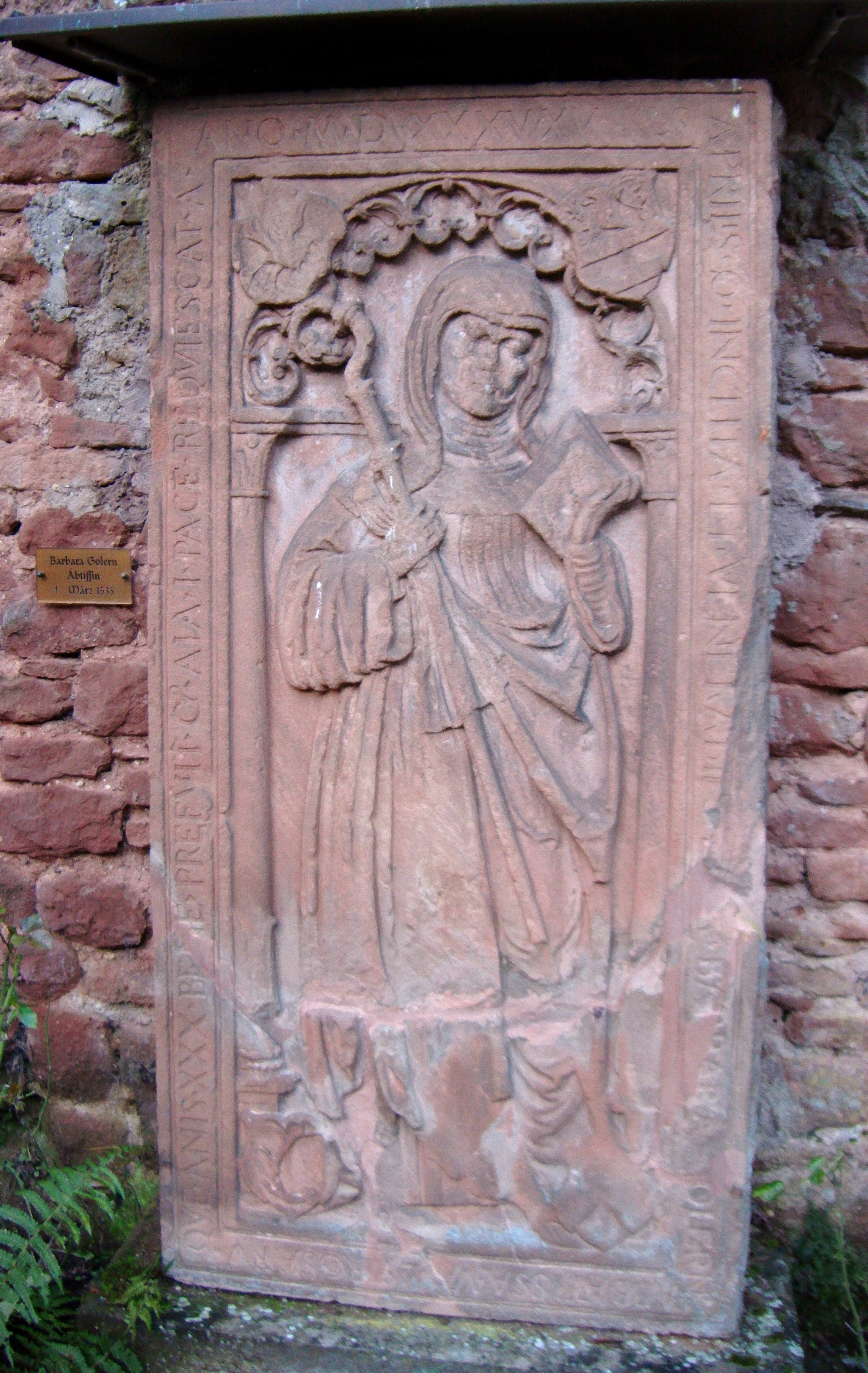
Grabplatte in der Kirchenruine Rosenthal

Barbara Göler von Ravensburg ging als Zisterzienserin ins Kloster Rosenthal bei Grünstadt. 1505 wählte man sie dort zur Äbtissin, als Nachfolgerin der Margaretha von Venningen, welche das Kloster erneuert hatte. Sie setzte den Reformkurs ihrer Vorgängerin fort und konnte den Eintritt verschiedener Nonnen aus vornehmen Geschlechtern verzeichnen. So wurden 1508 u. a. zwei Schwestern und vier Töchter des regionalen Adeligen Veltin von der Hauben in Rosenthal aufgenommen, die das gesamte Dorf Breunigweiler in den Klosterbesitz einbrachten. 1512 traten Anna und Johannette von Nassau-Saarbrücken, die Töchter des Schirmherrn Johann Ludwig von Nassau-Saarbrücken dort ein. Barbara Göler von Ravensburg erlebte die Plünderung ihres Klosters, 1525, im pfälzischen Bauernkrieg und versuchte nach Kräften diese Schäden wieder zu beseitigen. Im Umland des Konvents begann sich die Reformation durchzusetzen, wenngleich Nassau-Saarbrücken noch treu am alten Glauben festhielt.
Die Äbtissin starb 1535 und wurde in Rosenthal beigesetzt. Ihr qualitativer Grabstein hat sich in der Kirchenruine erhalten. Der Historiker Franz Xaver Remling schreibt, dass sie 30 Jahre dem Konvent „in den Schwierigsten Verhältnissen, mit Würde, Treue und festem Glauben vorgestanden“ habe.
Albrecht V. Göler von Ravensburg († 1503) war ihr Onkel. Zu ihrer Nachfolgerin wählte man Barbara von Heppenheim genannt vom Saal.